# Solpugema maraisi
Espèce
Synonymes
- Solpuga maraisi Hewitt, 1913

Solpugema maraisi est une espèce de solifuges de la famille des Solpugidae.

## Distribution
Cette espèce est endémique d'Afrique du Sud.

## Description
Le mâle holotype mesure 32 mm.

## Étymologie
Cette espèce est nommée en l'honneur de B. Marais.

## Publication originale
- Hewitt, 1913 : Descriptions of new species of Arachnida from Cape Colony. Records of the Albany Museum, vol. 2, p. 462-481.